# 紀元前729年
紀元前729年（きげんぜん729ねん）は、西暦（ローマ暦）による年。紀元前1世紀の共和政ローマ末期以降の古代ローマにおいては、ローマ建国紀元25年として知られていた。紀年法として西暦（キリスト紀元）がヨーロッパで広く普及した中世時代初期以降、この年は紀元前729年と表記されるのが一般的となった。

## 他の紀年法
- 干支 : 壬子
- 中国
  - 周 - 平王42年
  - 魯 - 恵公40年
  - 斉 - 釐公2年
  - 晋 - 孝侯11年
  - 秦 - 文公37年
  - 楚 - 武王12年
  - 宋 - 宣公19年
  - 衛 - 桓公6年
  - 陳 - 桓公16年
  - 蔡 - 宣侯21年
  - 曹 - 桓公28年
  - 鄭 - 荘公15年
  - 燕 - 鄭侯36年
- 朝鮮
  - 檀紀1605年
- ユダヤ暦 : 3032年 - 3033年

## 死去
- 宋の宣公
- 燕の鄭侯